# Sænautavatn
Sænautavatn är en sjö på Island. Dess yta är 2,3 km2.